# Анн Кристи
Анн Кристи (англ. Ann Christy, настоящее имя Кристианне Лейнарц; 22 сентября 1945, Антверпен — 7 августа 1984, Мейсе) — бельгийская эстрадная певица, исполнительница популярных песен на нидерландском, английском, французском, немецком и испанском языках. Участница «Евровидения» 1975 г. в Стокгольме.

## Биография и карьера
Родилась в Антверпене в 1945 г. в рабочей семье. В 1965 г. вошла в состав эстрадного оркестра «The Adams», за ударника которого Марка Ойюа (Marc Hoyois) впоследствии вышла замуж. Первый сингл «Kussen onder regenbogen», записанный под сценическим псевдонимом Анн Кристи, был на родном для певицы нидерландском языке. Некоторое время без особого успеха сотрудничала с антрепренёром Мило де Костером (Milo De Coster).

### «Французский» период и первый успех
С началом сотрудничества со вторым антрепренёром Робером Билуа (Robert Bylois), организовавшим совместное с Сальваторе Адамо турне по Бельгии и Франции с репертуаром на французском языке, в творческой биографии Анн Кристи начинается период, ориентированный на франкоязычного слушателя и давший толчок её успешной сценической карьере. Выходит первая пластинка на французском языке «Alors, dis-moi ton nom».
Первый крупный успех пришёл с победой в 1968 г. на международном фестивале песни «Knokke-Heist». Этот же год ознаменовался победой ещё на одном фестивале «La Camera d’argent» Бельгийского общества кинематографистов под эгидой телерадиокомпании RTBF с песней «Le garçon que j’aimais», ставшей в Бельгии мегахитом. В том же году награждена премией Бельгийского авторского союза (Société des auteurs de Belgique — SABAM)".

### Музыкальные конкурсы и «Евровидение»
В последующие несколько лет, стремясь покорить зарубежную сцену, активно участвует в международных музыкальных конкурсах. В 1971, 1973 и 1974 гг. представляет Бельгию на международном фестивале песни «Ямаха» (Япония). В эти же годы участвует практически во всех конкурсах стран Восточного блока, в том числе в Сопоте, Братиславе, выступала на конкурсах песни в Инсбруке (Австрия), Афинах (Греция), Каракасе (Венесуэла), представляет Бельгию в рамках международного проекта UNICEF.
В 1970, 1971 (с песней «Dag vreemde man», одной из самых известных в послужном списке певицы), а также 1973 гг. добивается права участвовать в конкурсе «Евровидение». В 1975 г. эти попытки увенчались успехом. С песней «Gelukkig zijn», исполненной на двух языках — нидерландском и английском, — Анн Кристи выступила в Стокгольме, где заняла 15-е место.

### Дальнейшая карьера
За «Евровидением» последовали интенсивные студийные записи и напряженная гастрольная деятельность. В течение следующих лет выходит большое число пластинок с обширным и разнообразным репертуаром.
В 1977 сыграла в 152 музыкальных постановках по пьесе Шекспира «Сон в летнюю ночь» в Мехелене.
Бобом Диланом в 1978 г. для Анн Кристи написаны две песни: «Walk out in the rain» и «If I don’t be there by morning».
В 1980 г. большой успех в Бельгии имела песня «De Roos» (на нидерландском языке, первоначально «The Rose» (англ.) в исполнении Бетт Мидлер). В 2008 г. она возглавила топ-1000 эстрадной классики по итогам опроса Radio 2.
Несколько композиций записаны совместно с Луисом Нейфсом.
Успешную студийную и гастрольную деятельность певицы прервала тяжелая болезнь. Анн Кристи скончалась от рака в 1984 г. После её смерти песни в исполнении Анн Кристи неоднократно переиздавались, изданы и не опубликованные при жизни записи.
Наиболее известны: «Dag Vreemde Man», «De Roos», «Gelukkig Zijn», «Hij», «Ik Mis Hem Zo», «Lisa is Lisa», «Le garçon que j’aimais».
Сын — Бенжамен Ойюа.

## Дискография
- 1965 — Ann Christy — Kussen onde regenbogen / Twee schaduwbeelden CBS 1.949 (Бельгия)
- 1966 — Ann Christy — Was hab' ich dir getan? / Der letzte abend Hansa 19 118 AT (Германия)
- 1968 — Ann Christy — Le garçon que j’aimais / Mais quand es-tu donc revenu Columbia DCB 129 (Бельгия)
- 1969 — Ann Christy — Parce Que Une Fleur / Bien Sûr revenu Columbia 4C 006-23074 (Бельгия)
- 1969 — Ann Christy — Les Moineaux De Saïgon / La Chanson De Catherine Columbia 2C 006-23.050 M (Франция)
- 1969 — Ann Christy — L’amour Nous A Quittés / La Chanson De Catherine / Pourvu Qu’il Revienne / Le Garçon Que J’aimais Columbia ESRF 1931 (Франция)
- 1970 — Ann Christy — Ami Amant / Douce Columbia 4C 006-23280 (Бельгия)
- 1971 — Ann Christy EMI / Columbia 4C054-23151
- 1971 — Ann Christy — Dag Vreemde Man / Een Droom Nooit Gedroomd (Un Printemps A Paris) Columbia 4C 006-23288 (Бельгия)
- 1971 — Ann Christy — Duizend Dromen Worden Waar / Eenzaamheid Columbia 4C 006-23312 (Бельгия)
- 1971 — Ann Christy — Hey Haolam Sameach / Windekind Columbia 4C 006-23347 (Бельгия)
- 1972 — Ann Christy — Een Woord Van Liefde / De Liefdesbrief Columbia 5C 006-23381 (Нидерланды)
- 1972 — Ann Christy — Een Woord Van Liefde / De Liefdesbrief Columbia 4C 006-23381 (Бельгия)
- 1972 — Ann Christy Emi EOP 80588 (Япония)
- 1972 — Ann Christy — Ik Wil Dansen / Dat Is Mijn Lied Columbia 4C 006-23379 (Бельгия)
- 1973 — Ann Christy — Veel Te Laat / Zoals Een Mooi Verhaal Up 83 (Бельгия)
- 1974 — Ann Christy — Waarom Schrijft Hij Niet / Zij Weten Meer Dan Wij Up 83-6880 Y (Бельгия)
- 1975 — Ann Christy — Could it be Happiness / Eurovision Song Contest Stockholm '75 Belgium Song Up / Omega International 36.245-Y (Бельгия)
- 1975 — Ann Christy — Gelukkig Zijn / Eurovisie Song Festival Stockholm '75 Belgische Inzending Up 6.972 Y (Бельгия)
- 1975 — Gelukkig Zijn Fonior ELF 2519
- 1975 — Ann Christy — Wenn Keiner Mehr Zu Dir Steht / Wo Ist Die Welt Denn Heut' Noch In Ordnung? Ariola 16 018 AT (Германия)
- 1975 — Ann Christy — Ik Mis Hem Zo / Slaap Er Eens Over RKM 4C 006-97255 (Бельгия)
- 1975 — Ann Christy — Bla, Bla, Bla / You’re The Sunshine Up 110-36.263Y (Бельгия)
- 1975 — Ann Christy — L’Histoire Du Bonheur / On Ne Peut Se Passer L Un De L’Autre Up 110-36.249Y (Бельгия)
- 1975 — Ann Christy — Oh Boy / Let’s Talk It Over RKM 4C 006-97254 (Бельгия)
- 1976 — Ann Christy — Secret Love Mint CHEW 8 (Ирландия)
- 1976 — Ann Christy — 'k Neem Vandaag De Trein RKM 4B006-98223 (Бельгия)
- 1976 — Ann Christy — Zoveel Mooier / Dagen Te Lang Nachten Te Kort RKM 4C 006-97726 (Бельгия)
- 1976 — The best of Ann Christy RKM 4C054-23541
- 1976 — Le garçon que j’aimais Emi 4M048-23561
- 1976 — Ik mis hem zo — Zoveel mooier RKM 4C062-97728
- 1976 — Ann Christy — 'k Neem Vandaag De Trein Polydor 2050 431 (Нидерланды)
- 1976 — Ann Christy — Oh Boy / Let’s Talk It Over Negram International NG 709 (Нидерланды)
- 1977 — Bravo
- 1977 — Ann Christy — Hold on CNR 144.598 (Нидерланды)
- 1977 — Ann Christy — Hold on / Over Land And Water RCA Victor 103161 (Австралия)
- 1977 — My love, my life RKM 4B058-98722
- 1978 — Ann Christy — Walk Out In The Rain. 2 Bob Dylan Originals RKM 4B006-62047 (Бельгия)
- 1979 — Ann Christy — Als Je Wil Zal Ik Blijven / Die Pijn Van Binnen EMI 4C 006-23869 (Бельгия)
- 1980 — Ann Christy — Made for Love / I Want You Back EMI 1A 006-23940 (Нидерланды)
- 1980 — Ann Christy — De Roos / Een Nieuw Lied IBC 1A 006-23970 (Бельгия)
- 1981 — Success Melodies EMI 1A046-19085
- 1984 — Ann Christy - Een Nieuw Lied / Jij En Ik Gnome GS 4233 GF (Нидерланды)
- 1984 — Ann Christy - Ik Leef Voor Jou / Zal Ik Je Ooit Nog Zien VAK VAK 2017 (Бельгия)
- 1984 — Ann Christy - Waarom / Waarom (Instr) VAK VAK 2019 (Бельгия)
- 1984 — Gouden troueven / De 14 beste van Ann Christy Gnome Records 4053.20
- 1984 — Herinnering aan Ann Christy (2 LPs) GNOME TLP 25074
- 1984 — Het beste van Ann Christy Ariola 206664
- 1985 — Ann Christy — Dubbel Goud. Gelukkig Zijn / 'K Neem Vandaag De Trein Gnome GS 1403 GF (Нидерланды)
- 1985 — Ann Christy — Dubbel Goud. Dag Vreemde Man / De Roos Gnome GS 1404 GF (Нидерланды)
- 1989 — Het beste van Ann Christy (CD) Ariola Express
- 1992 — De mooiste songs van Ann Christy (CD) Ariola Express
- 1994 — Maar ik ben Ann (2 CDs) Ariola Express 74321 10937-2
- 1997 — De allermooiste successen (CD) AMC 50087
- 1998 — Ann Christy in English (CD) AMC 50095
- 1999 — Het beste van Ann Christy / De roos (CD) AMC 50113
- 2000 — Liefde voor het mooie (CD) CNR Music 2103159
- 2001 — De allermooiste (CD) Topla TOP 54998
- 2001 — The Songs Of Bob Dylan (May Your Song Always Be Sung Again) The 7" Vinyl Box (Track L: Ann Christy, Walk Out In The Rain (Live)) BMG 74321 86200 7 (Германия)
- 2004 — Terugblik (CD, bonus DVD) AMC 50163
- 2005 — Ik deed alsof het mij niet raakte (CD) V2 VVR 1036472
- 2006 — Het best met onuitgegeven liedjes (CD) V2 Records VVR 1042312
- 2007 — Een woord van liefde (CD) AMC 55402
- 2008 — Zo was er maar één (CD) V2 Records Belgium[3]
- 2009 — Ann Christy hit collection (CD) Sony 505432
- 2009 — Uniek (CD) Sanoma Magazines 5414298136771[3]
- Herinnering aan Ann Christy (CD) TCD 10075
- Gelukkig zijn (CD) 501880
- The golden best of Ann Christy RKM 4B054-23705

## Отдельные записи, выступления
- Alors, dis-moi ton nom
- De hemel is ver
- De kinderen rond mijn huis
- Der Ietze Abend (1966)
- Et maintenant
- In een zilveren kooi (1971)
- Un homme а moi
- Waarom schrijft hij niet
- Aan het strand van Oostende (совместно с Луисом Нейфсом)
- Duizend dromen worden waar (совместно с Луисом Нейфсом)
- Walk Out in the Rain
- If I don’t be there by morning